# Notoxus rossi
Notoxus rossi är en skalbaggsart som beskrevs av Chandler 1982. Notoxus rossi ingår i släktet Notoxus och familjen kvickbaggar. Inga underarter finns listade i Catalogue of Life.